# Niklaus Morgenthaler
Niklaus Christian Morgenthaler (Ursenbach, 11 juni 1853 - Burgdorf, 5 december 1928) was een Zwitsers politicus en ondernemer.
Niklaus Morgenthaler ontving lager onderwijs in Ursenbach en Kleindietwil. Vanaf 1869 volgde hij middelbaar onderwijs aan het College van Neuveville en van 1872 tot 1876 studeerde hij aan het Eidgenössische Technische Hochschule Zürich. Hij werkte vervolgens van 1876 tot 1887 als geometer en ingenieur bij de aanleg van de Emmenthal-Spoorweg. Van 1887 tot 1896 was hij directeur Langenthal-Huttwil-Spoorgweg, van 1893 tot 1896 van de Huttwil-Wolhusen-Spoorweg en van 1905 tot 1926 van de Emmenthal-Burgdorf-Thun-Spoorweg en de Solothurn-Moutier-Spoorweg. Morgenthaler was tijdens zijn leven ook lid van bestuursraden van andere spoorwegondernemingen dan de bovengenoemden (onder andere van de Zwitserse federale spoorwegen (SBB)).
Niklaus Morgenthaler was lid van de Vrijzinnig Democratische Partij (FDP) en was van 1880 tot 1884 lid van de Grote Raad van Bern. Van 1896 tot 1905 was hij lid van de Regeringsraad van Bern. Hij beheerde het departement van Bouw en Spoorwegen. Van 1 juni 1899 tot 31 mei 1900 was hij voorzitter van de Regeringsraad (dat wil zeggen regeringsleider) van Bern.
Morgenthaler hield zich als lid van de Regeringsraad vooral bezig met de aanleg van nieuwe spoorwegen in het kanton Bern. Onder zijn bewind werd een begin gemaakt met de aanleg van de Lötschbergspoorweg. 
Niklaus Morgenthaler was van 1903 tot 1908 lid van de Kantonsraad (eerste kamer Bondsvergadering) en sinds 1905 gemeenteraadslid van Burgdorf.